# Byňov (Nové Hrady)
Byňov (německy Böhmdorf) je vesnice, část města Nové Hrady v okrese České Budějovice v Jihočeském kraji. Nachází se asi 3,5 kilometru severovýchodně od Nových Hradů. Byňov je také název katastrálního území o rozloze 20,21 km². V katastrálním území sídlí společnost produkující minerální vodu Dobrá voda. 

## Historie
První písemná zmínka o vesnici pochází z roku 1359.

## Chráněné části přírody
- Za mlýnem začíná evropsky významná lokalita Stropnice (kód CZ0313123).[4]
- Ochranná pásma zdroje přírodní minerální vody v Byňově.[5]
- Do severní části katastrálního území zasahuje národní přírodní rezervace Červené blato.

## Obyvatelstvo
| Rok            | 1869 | 1880 | 1890 | 1900 | 1910 | 1921 | 1930 | 1950 | 1961 | 1970 | 1980 | 1991 | 2001 | 2011 | 2021 |
| -------------- | ---- | ---- | ---- | ---- | ---- | ---- | ---- | ---- | ---- | ---- | ---- | ---- | ---- | ---- | ---- |
| Počet obyvatel | 362  | 372  | 401  | 524  | 481  | 478  | 461  | 336  | 349  | 312  | 328  | 307  | 304  | 258  | 238  |
| Počet domů     | 51   | 55   | 51   | 50   | 54   | 56   | 60   | 74   | 66   | 71   | 81   | 84   | 99   | 100  | 105  |

## Obecní správa
Při sčítání lidu v letech 1850–1962 Byňov byl samostatnou obcí, se kterým patřil nejprve do okresu Kaplice, ale v roce 1950 v okrese Trhové Sviny a od roku 1960 v okrese České Budějovice. Od 1. ledna 1963 je částí města Nové Hrady v okrese České Budějovice. V letech 1850–1875 k obci patřila Štiptoň.

## Doprava
Byňovem prochází silnice II/154 a železniční trať České Budějovice – Gmünd (trat č. 199). Železniční stanice má název Nové Hrady.

## Pamětihodnosti

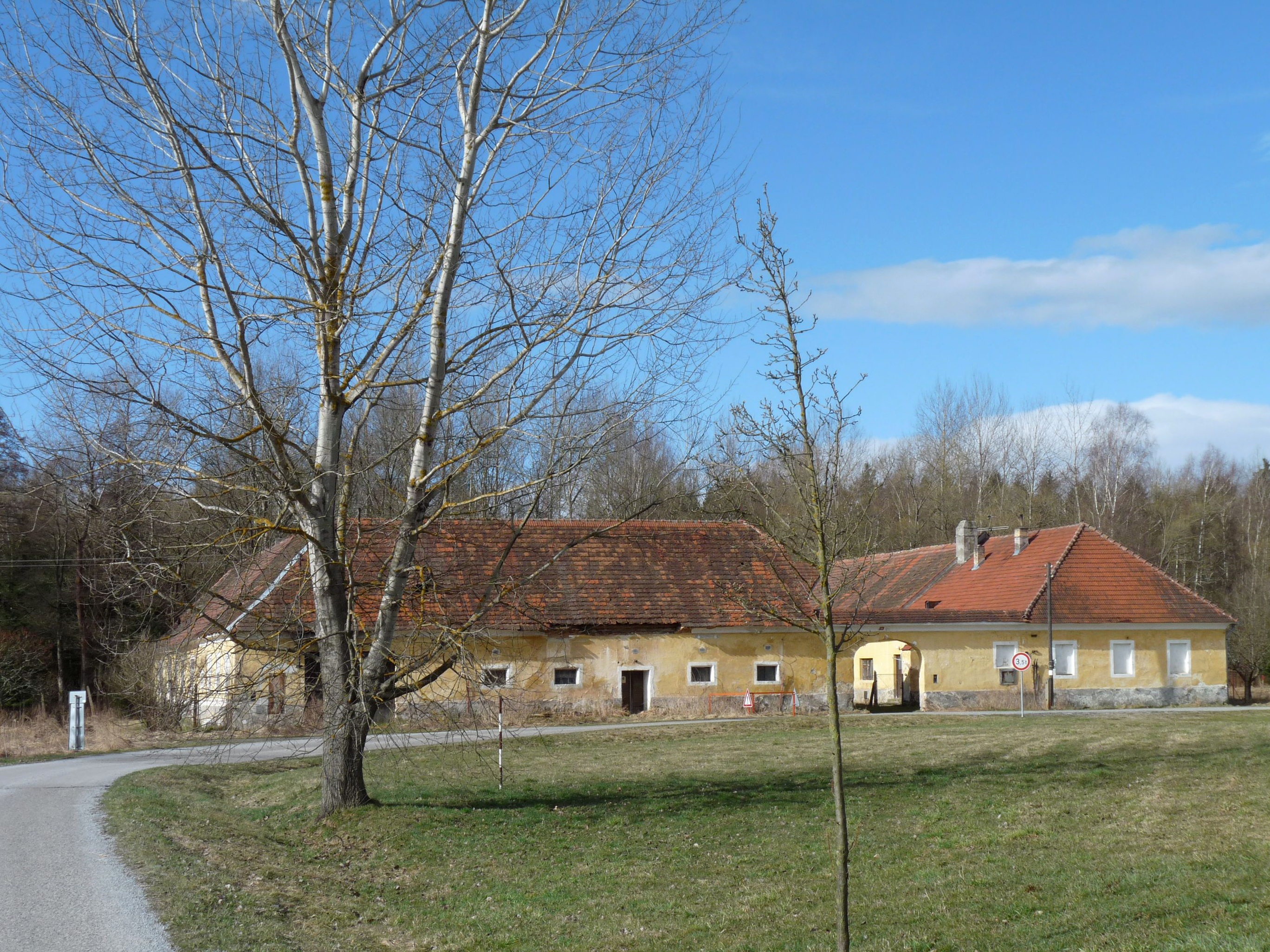
Bývalý Tomkův mlýn

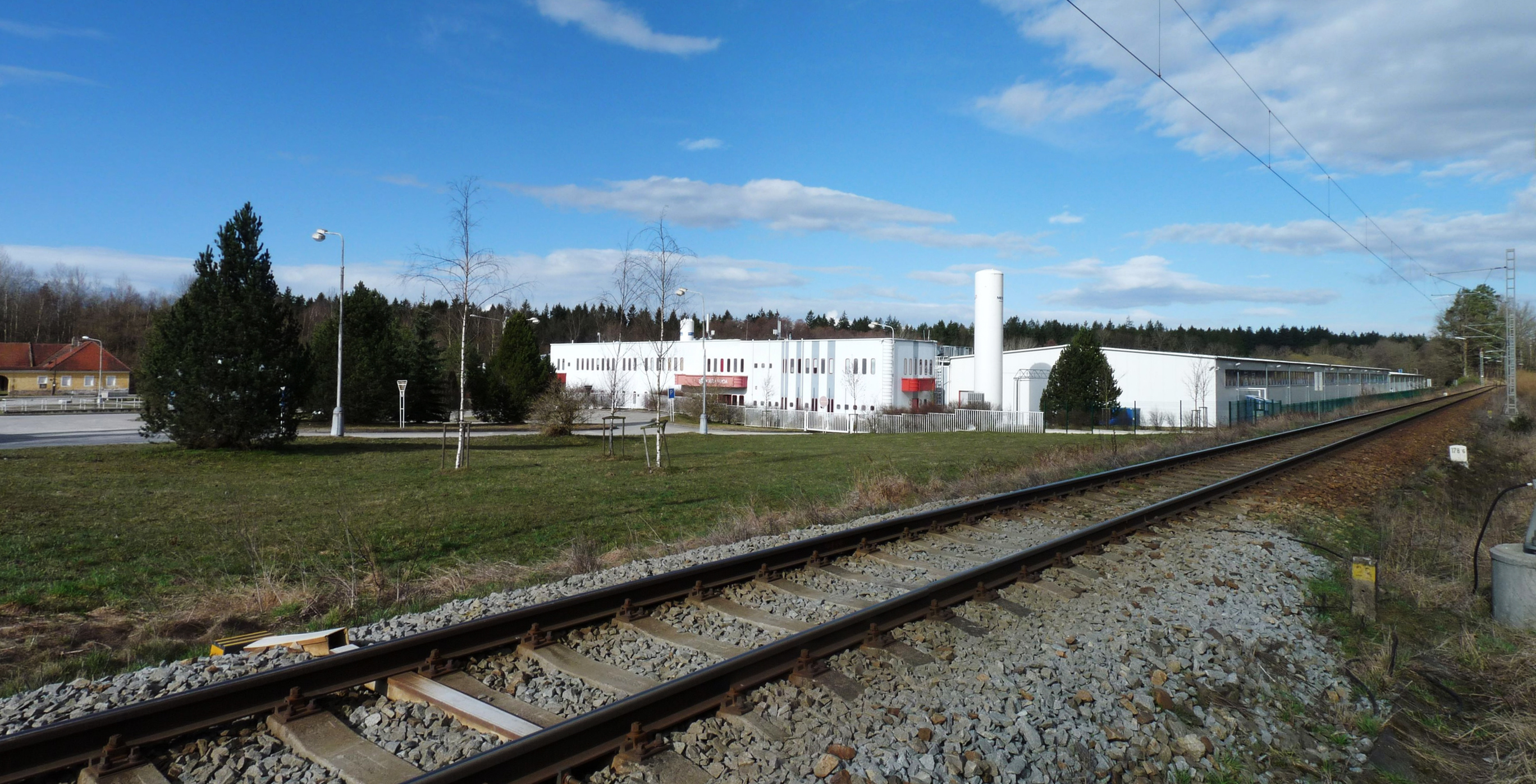
Podnik Dobrá voda u tratě č. 199

- V budově restaurace v osadě Jakule (budova za železniční stanicí Nové Hrady) bylo v roce 1796 zřízeno jedno z prvních lesnických učilišť v Čechách.[zdroj?]
- Na řece Stropnici se nachází tzv. Tomkův mlýn, nazvaný podle mlynáře a hamerníka Tomáše (Tomka), který zde jako poddaný v rámci Novohradského panství mlynařil a hamerničil v letech 1555–1606. V roce 1619, na začátku třicetileté války, byl Tomkův mlýn vypálen.[zdroj?]